# Oskar II. Švedski
Oskar II. (punim imenom Oscar Fredrik; 21. siječnja 1829. – 8. prosinca 1907.) je bio kralj Švedske i posljednji Bernadotte na prijestolju Norveške.

## Životopis
Bio je treći sin švedsko-norveškog kralja Oskara I. i Jozefine od Leuchtenberga. Otac mu je bio sin izabranog švedskog kralja i osnivača dinastije Bernadotte, a preko majke je bio potomak švedskog kralja Gustava I.
Rođen je u Stockholmu, a po rođenju je dobio titulu vojvode od Östergötlanda. Započeo je obrazovanje u mornarici s jedanaest godina. Kasnije je studirao u Uppsali, gdje se isticao u matematici.

## Brak i nasljedstvo
Godine 1857., u Wiesbaden-Biebrichu, oženio je Sofiju od Nassaua, najmlađu kćerku Vilima, vojvode Nassaua. S njom je imao četiri sina. Od 1859. bio je švedski prijestolonasljednik, jer njegov najstariji brat, Karlo XV., nije imao sinova, a drugi brat, Gustav, vojvoda od Upplanda, umire 1852. godine ne ostavivši iza sebe djece.

## Vladavina
Naslijedio je brata po njegovoj smrti 1872. godine. Njegova krunidba za kralja Švedske održana je 12. svibnja 1873. godine, a krunidba za norveškog kralja održana je 18. srpnja iste godine.
Izgubio je norvešku krunu 1905. godine. Norveški parlament ga je svrgnuo 7. lipnja, a Oskar se krune odrekao 26. listopada. Odbio je dati dozvolu prinčevima svoje dinastije da se kandidiraju za norveško prijestolje, pa je za norveškog kralja izabran Haakon VII., unuk Oskarovog starijeg brata. Današnji vladar Norveške je i potomak Oskara II., preko svoje majke.
Njegova inteligencija i nezainteresiranost za promoviranje vlastite dinastije, čime se većina ostalih europskih monarha nije odlikovala, učinile su ga poželjnim arbitrom u međunarodnim pitanjima. Ujedinjeno Kraljevstvo, Sjedinjene Američke Države i Njemačka su ga dva puta pozvale da presudi u sporovima koji su se ticali Samoe. Godine 1897. data mu je ovlast da izabere petog arbitra u sporu oko Venecuele.

## Interesi
Oskar II. je pokazivao veliki interes za poeziju, glazbu i kazalište. Kao kralj, sponzorirao je istraživanje Arktika.
Umro je 1907. godine, a naslijedio ga je najstariji sin, Gustav V.
| Prethodnik Karlo XV. | Kralj Švedske 1872. - 1907. | Nasljednik Gustav V. |

| Prethodnik Karlo XV. | Kralj Norveške 1872. - 1905. | Nasljednik Haakon VII. |